# Triphosa epiocosma
Triphosa epiocosma är en fjärilsart som beskrevs av Fletcher 1961. Triphosa epiocosma ingår i släktet Triphosa och familjen mätare. Inga underarter finns listade i Catalogue of Life.